# Szőke fecske
A szőke fecske (Petrochelidon ariel) a verébalakúak (Passeriformes) rendjébe, ezen belül a fecskefélék (Hirundinidae) családjába és a Petrochelidon nembe tartozó faj. 11-12 centiméter hosszú. Ausztrália füves vidékein él, egyes csoportjai a telet Pápua Új-Guinea területén töltik. Rovarevő.  Augusztustól februárig költ, kétszer-háromszor egy évben. A fészekalj általában négy, ritkábban öt tojásból áll.

## Források

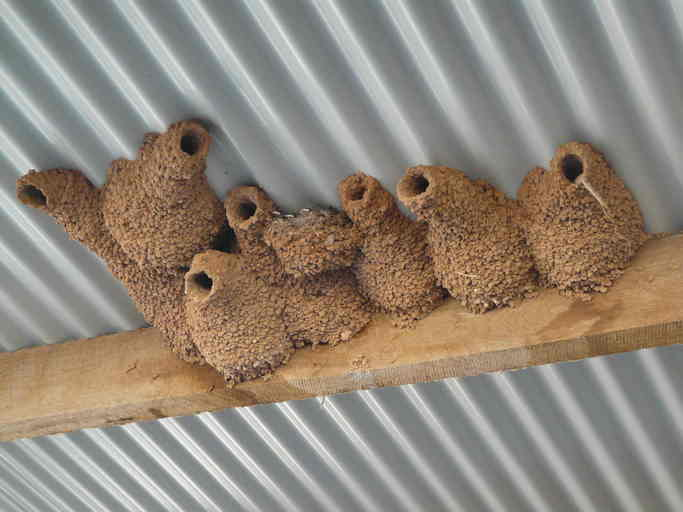
A szőke fecske fészkei

## Fordítás
- Ez a szócikk részben vagy egészben  a   Fairy martin című angol Wikipédia-szócikk fordításán alapul.  Az eredeti cikk szerkesztőit annak laptörténete sorolja fel. Ez a jelzés csupán a megfogalmazás eredetét és a szerzői jogokat jelzi, nem szolgál a cikkben szereplő információk forrásmegjelöléseként.